# Guna Airlines
Guna Airlines Pvt. Ltd. (Гуна Эйрлайнз) — непальская авиакомпания. Прекратила свою деятельность в 2013 году в связи с финансовыми проблемами.

## История
Guna Airlines была основана в 2009 году как дочерняя компания Guna Group — крупной группы непальских компаний, занимающихся различными видами деятельности. Из-за возникших финансовых трудностей Guna Airlines прекратила авиаперевозки и в 2013 году была продана авиакомпании Simrik Airlines.

## Флот
Флот Guna Airlines состоял из самолётов Beechcraft 1900.

## География полётов
Guna Airlines выполняла авиаперевозки на внутренних авиалиниях Непала.